# Недопас Віктор Юрійович
Віктор Юрійович Недопас (23 липня 1962) — український дипломат. Надзвичайний і Повноважний Посол України в Республіці Ірак (2017—2021).

## Біографія
Народився 23 липня 1962 року. У 1985 закінчив Київський політехнічний інститут; у 1998 — курс з питань управління оборонними ресурсами Військової післядипломної школи, Монтерей, Каліфорнія, США; у 2003 — магістратуру з міжнародних відносин Дипломатичної академії України; у 2006 — післядипломний курс з питань стратегії міжнародних відносин Королівського коледжу оборонних досліджень, Національна академія оборони, Велика Британія; у 2006 — магістратуру з міжнародних відносин Королівського коледжу Лондона, Лондонський університет. Володіє іноземними мовами: англійською та російською.
З 1993 до 1999 — другий секретар, перший секретар, радник, начальник відділу нерозповсюдження, військово-технічного співробітництва та експортного контролю Управління контролю над озброєннями та роззброєння МЗС України.
1993 року — член інспекційних груп та груп супроводження інспекторів за договорами ДЗЗСЄ, СНО-1, РСМД.
З 1995 до 1996 — співробітник Місії ОБСЄ в Грузії.
З 1999 до 2002 — перший секретар Посольства України в США.
З 2002 до 2003 — слухач Дипломатичної академії України при МЗС України.
З 2003 до 2004 — начальник відділу США і Канади Четвертого територіального Управління МЗС України.
З 2004 до 2005 — заступник директора Четвертого територіального Управління МЗС України.
З 2005 до 2006 — навчання в Королівському коледжі оборонних досліджень Національної академії оборони Великої Британії та у Королівському коледжі Лондона Лондонського університету.
З 2006 до 2008 — заступник директора Департаменту НАТО Міністерства закордонних справ України.
З 2008 до 2009 — Тимчасовий Повірений у справах України в Республіці Ірак.
З липня 2009 до грудня 2013 — Надзвичайний і Повноважний Посол України в Республіці Сербія.
З лютого до квітень 2014 — заступник директора Другого територіального департаменту МЗС України.
З квітня 2014 — в.о. директора Департаменту міжнародної безпеки МЗС України.
З липня 2009 до грудня 2013 — Надзвичайний і Повноважний Посол України в Республіці Сербія.
З 20 лютого 2017 до 6 квітня 2021 року — Надзвичайний і Повноважний Посол України в Республіці Ірак.